# Atlanta, Georgija
Atlanta (IPA [ətˈlæntə] ali [ætˈlæntə]) je glavno in največje mesto v ameriški zvezni državi Georgiji ter jedro ene najhitreje rastočih urbanih regij v ZDA. Celotno velemesto, ki zajema kar 28 okrožij, je z več kot 5,3 milijona prebivalcev osmo največje v ZDA ter največje na jugozahodu države, zaradi česar velja za središče celotne regije.
Atlanta je poslovno središče svetovnega pomena. V mestu imajo sedež številna velika mednarodna podjetja, kot so The Coca-Cola Company, AT&T Mobility, Delta Air Lines, in UPS, tako ali drugače prisotnih pa je večina največjih ameriških podjetij.
Atlanta je tudi pomembno prometno vozlišče. Letališče Hartsfield-Jackson (s polnim imenom Hartsfield-Jackson Atlanta International Airport), ki leži deset kilometrov južno od središča mesta, je najprometnejše letališče na svetu tako po številu potnikov kot po številu vzletov in pristankov.

## Pobratena mesta
- Gent, Belgija
- Iaşi, Romunija
- Cotonou, Benin
- Daegu, Južna Koreja
- Fukuoka, Japonska
- Lagos, Nigerija
- Montego Bay, Jamajka
- Newcastle, Združeno kraljestvo
- Nürnberg, Nemčija
- antična Olimpija, Grčija
- Port of Spain, Trinidad in Tobago
- Ra'anana, Izrael
- São Caetano do Sul, Brazilija
- Salcedo, Dominikanska republika
- Salzburg, Avstrija
- Tajpej, Republika Kitajska
- Tbilisi, Gruzija
- Toulouse, Francija